# Monika Funke-Stern

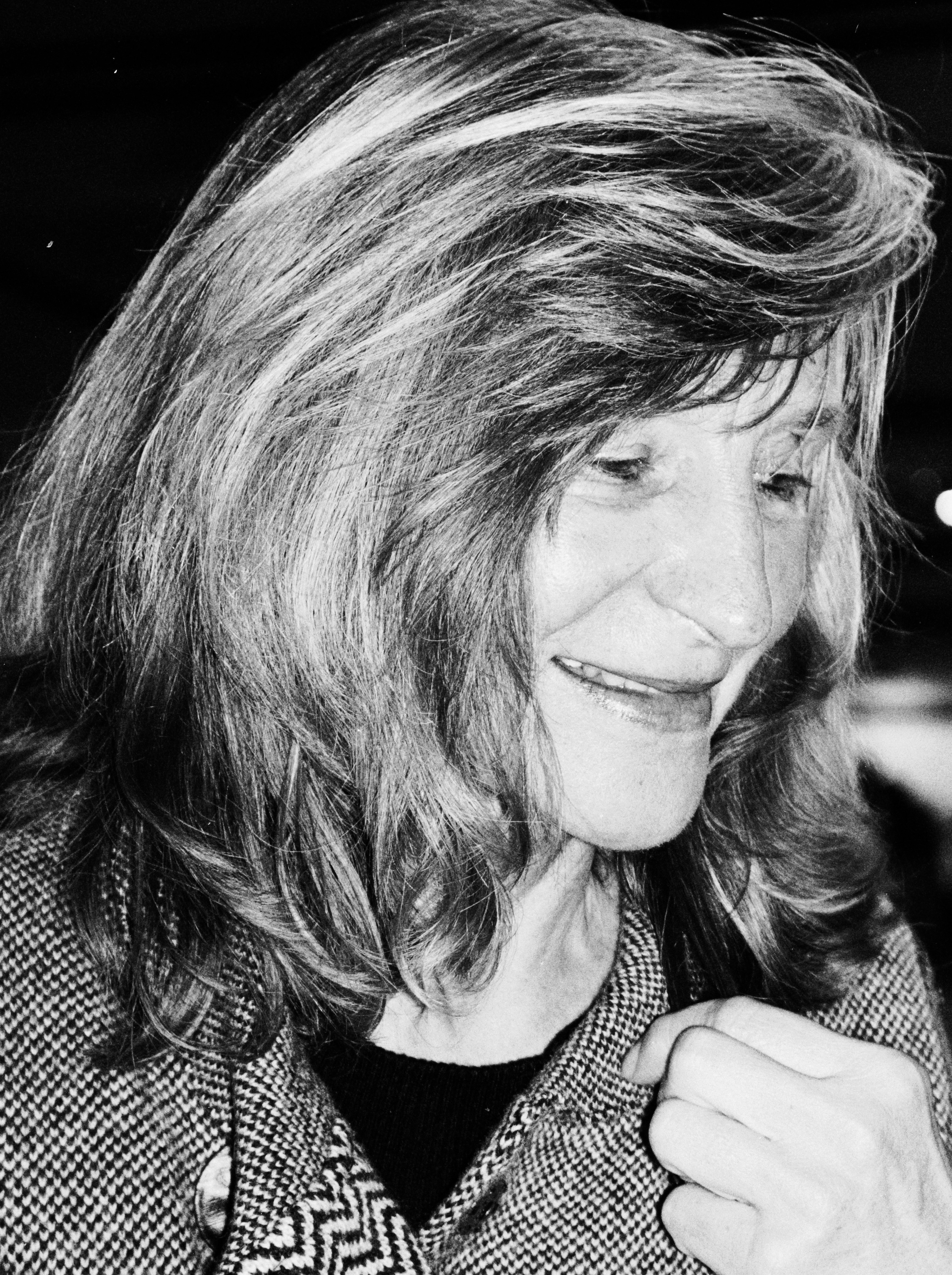
Monika Funke-Stern, 2023

Monika Funke-Stern (geboren am 8. Februar 1943 in Bergisch Gladbach) ist eine deutsche Filmemacherin, Videokünstlerin und Autorin experimenteller Literatur.

## Leben
Funke-Stern studierte ab 1962 Philosophie und Publizistik in Bonn und Berlin. 1973 promovierte sie mit einer Dissertation über Ideologiekritik und ihre Ideologie bei Nietzsche und war danach Dozentin für Visuelle Kommunikation an der Hochschule der Künste Berlin. 1987 wurde sie Professorin für Audiovisuelles Design an der FH Düsseldorf.
Seit 1979 arbeitet sie als freie Filmemacherin. Sie ist Autorin experimenteller Filme und Texte, verfasste filmtheoretische Beiträge und ist Dokumentarfilmerin, Galeristin und Ausstellungsmacherin.

## Schriften
- Ideologiekritik und ihre Ideologie bei Nietzsche. Dissertation. Stuttgart-Bad Cannstatt 1974, ISBN 3-7728-0549-3.
- Am Weißen Sonntag trugen die Mädchen schwarze Lackschuhe. Rotbuch, Berlin 1979, ISBN 3-88022-211-8.
- Mixed media. Rotbuch, Berlin 1981, ISBN 3-88022-629-6.

Herausgeber
- Happy End. Das Beste aus 20 Jahren Film und Video am Fachbereich Design der FH D. Düsseldorf 2008.

## Filmografie
- 1980: Wie der Handkäse ins Laufen kam (Kurzfilm)
- 1981: Undine Undine (Darsteller, Regie, Drehbuch, Schnitt)
- 1982: Im Ernstfall nicht verfügbar (Regie; Kurzfilm)
- 1982: Aus heiterem Himmel (Regie)
- 1984: Frankensteins Scheidung (Video)
- 1985: Queen of Junk (Kurzfilm)
- 1985: Zum Glück gibt's kein Patent (Regie; Kurzfilm)
- 1986: Am nächsten Morgen kehrte der Minister nicht an seinen Arbeitsplatz zurück (Regie, Drehbuch, Produktion)
- 1988: Parfait d’amour (Regie, Drehbuch; Kurzfilm)
- 1992: Banja – Moskaus sündiges Badehaus (Regie; Kurzfilm)
- 1997: Nika – The show must go on